# Zöld repülőszöcske
A zöld repülőszöcske (Phaneroptera falcata) a fürgeszöcskék családjába tartozó, Eurázsiában és Dél-Afrikában honos szöcskefaj.

## Megjelenése
A zöld repülőszöcske testhossza a hím esetében 12-17 mm, a nőstény 15-18 mm, ehhez járul az 5-6 mm-es tojócső. Kis, karcsú testű faj. Színe élénk világoszöld, testét apró fekete pöttyök díszítik. A szem felső fele vöröses. Hallónyílása ovális. Zöld szárnyai jól fejlettek, az elülsők nagyjából a hátsó lábak "térdéig" érnek, míg a hosszabb hátsók jelentősen túlnyúlnak a potrohvégen. A hímeknek barnás-vöröses cirpelő berendezés van a mellső szárnyak tövénél. A torpajzs oldala kicsit hosszabb, mint amilyen magas. Lábaik hosszúak és karcsúak. A hímek cercusai (potrohfüggelékei) erősen befelé hajlanak. A nőstény tojócsöve rövid és a tövénél erőteljesen felfelé hajlik.
Ciripelése halk, inkább az ultrahangtartományban detektálható. Nem feltűnő, ahhoz hasonlít, mint amikor egy fésű fogain valaki gyorsan végighúzza az ujját. A cirpelések kb. másodpercenként követik egymást, gyakran teljesen szabálytalanul. Mindkét nem ciripel: a hím hangja magas, csengő, rövid, nagyon gyors kattanás-sorozat. A nőstény hangja szárazabb, pattogásszerű. 

### Hasonló fajok
A pontozott repülőszöcske és a zöld lombszöcske hasonlít hozzá.

## Elterjedése
Eurázsiában (az Ibériai-félszigettől Japánig) és Dél-Afrikában honos. Magyarországon mindenütt elterjedt, gyakori faj.

## Életmódja
Tisztások, magaskórósok, kertek, erdőszélek cserjéin él. Hegyvidéken napsütötte tisztásokon, napos-bokros lejtőkön; síkságon inkább napos erdőszéleken, erdősávokban, gyümölcsöskertekben fordul elő. Néha házakba is berepül. Jól repül, egyszerre akár több mint 50 métert is.
Alapvetően növényevő, de kisebb rovarokat is elfogyaszt. A nőstények a levelek belső szövetébe helyezik el erősen lapított petéiket, ahol azok a lehullott avarban telelnek át. A lárvák május végén kelnek ki és hatszor vedlenek. Az imágókkal július végétől novemberig találkozhatunk.

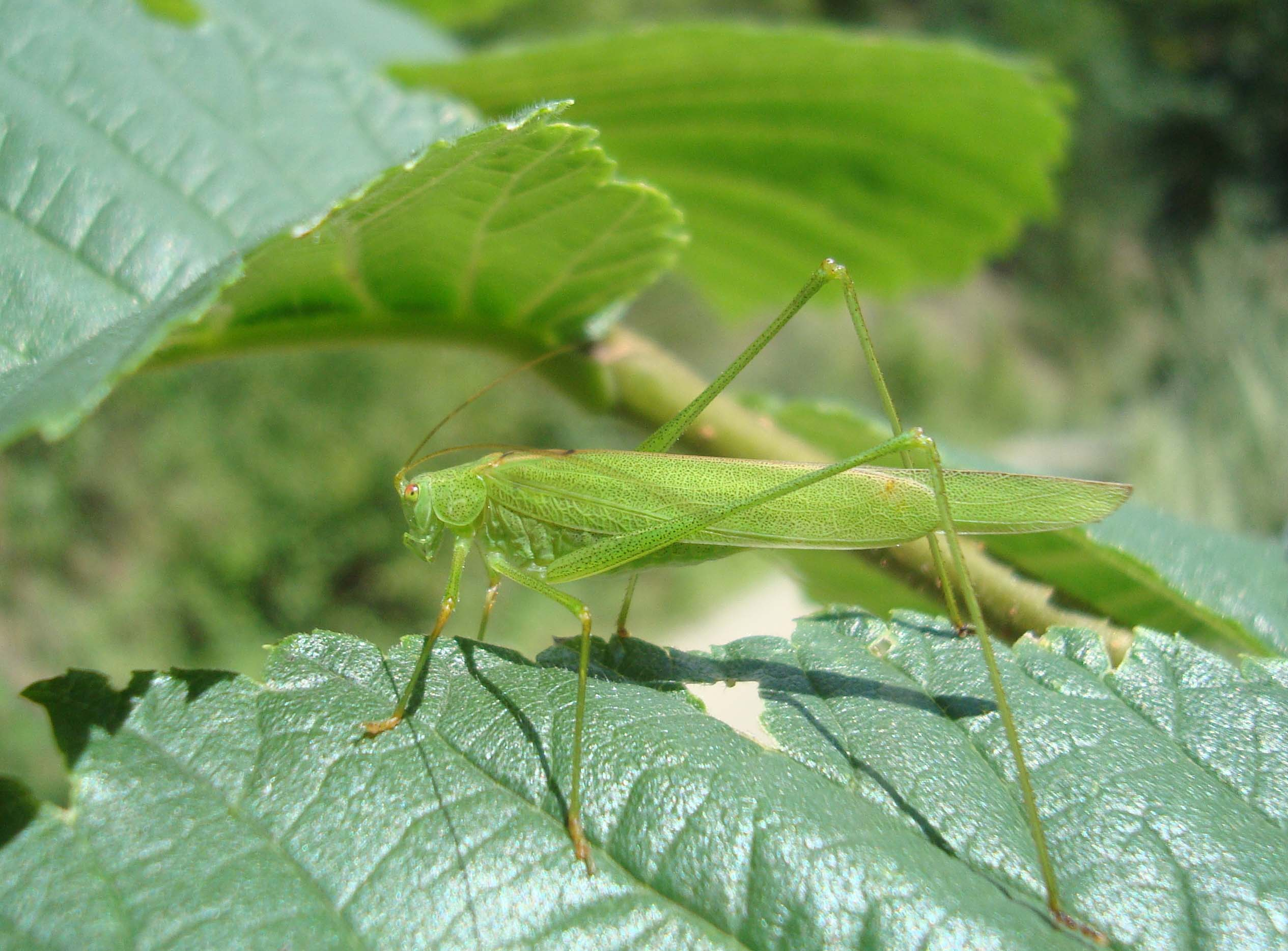
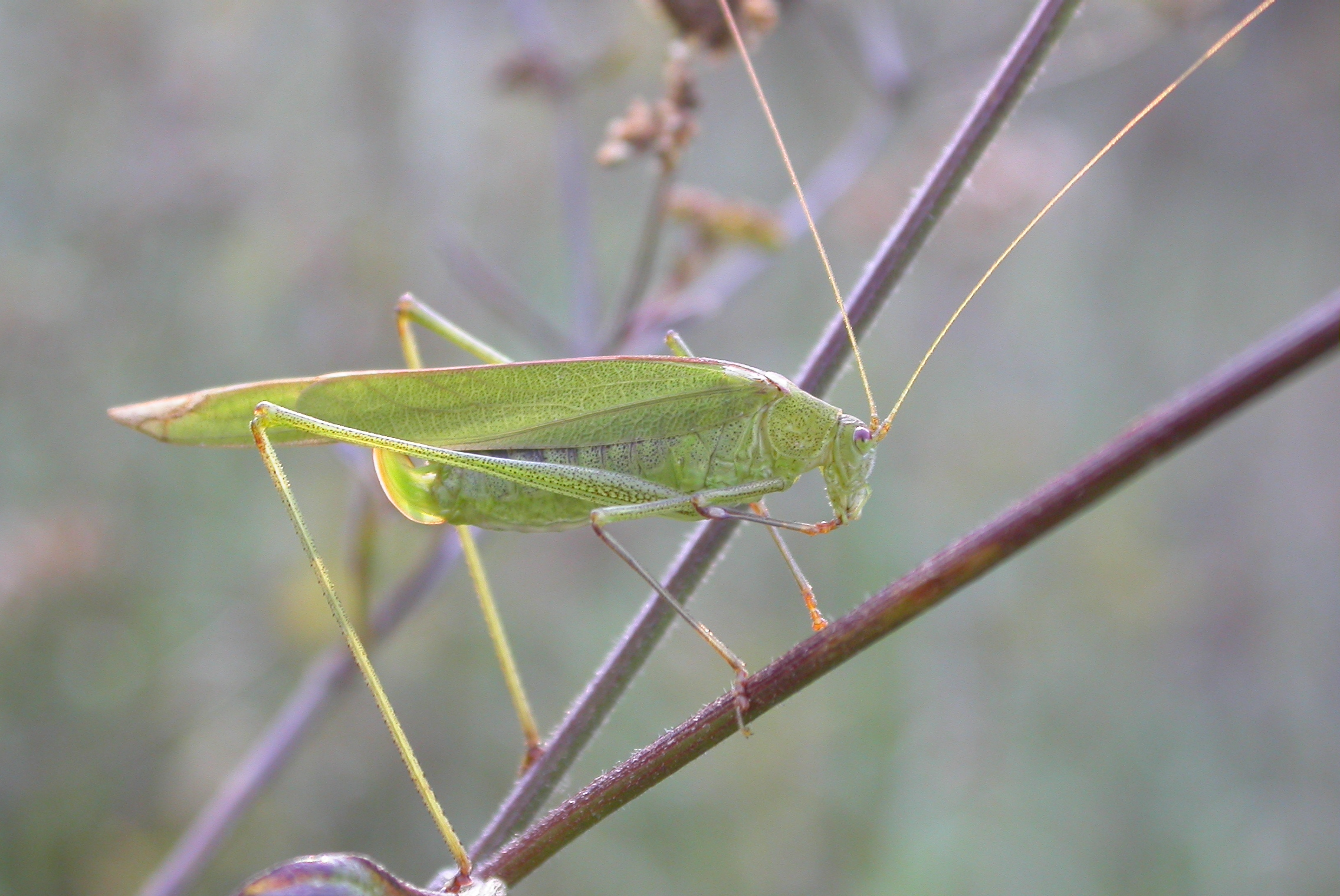
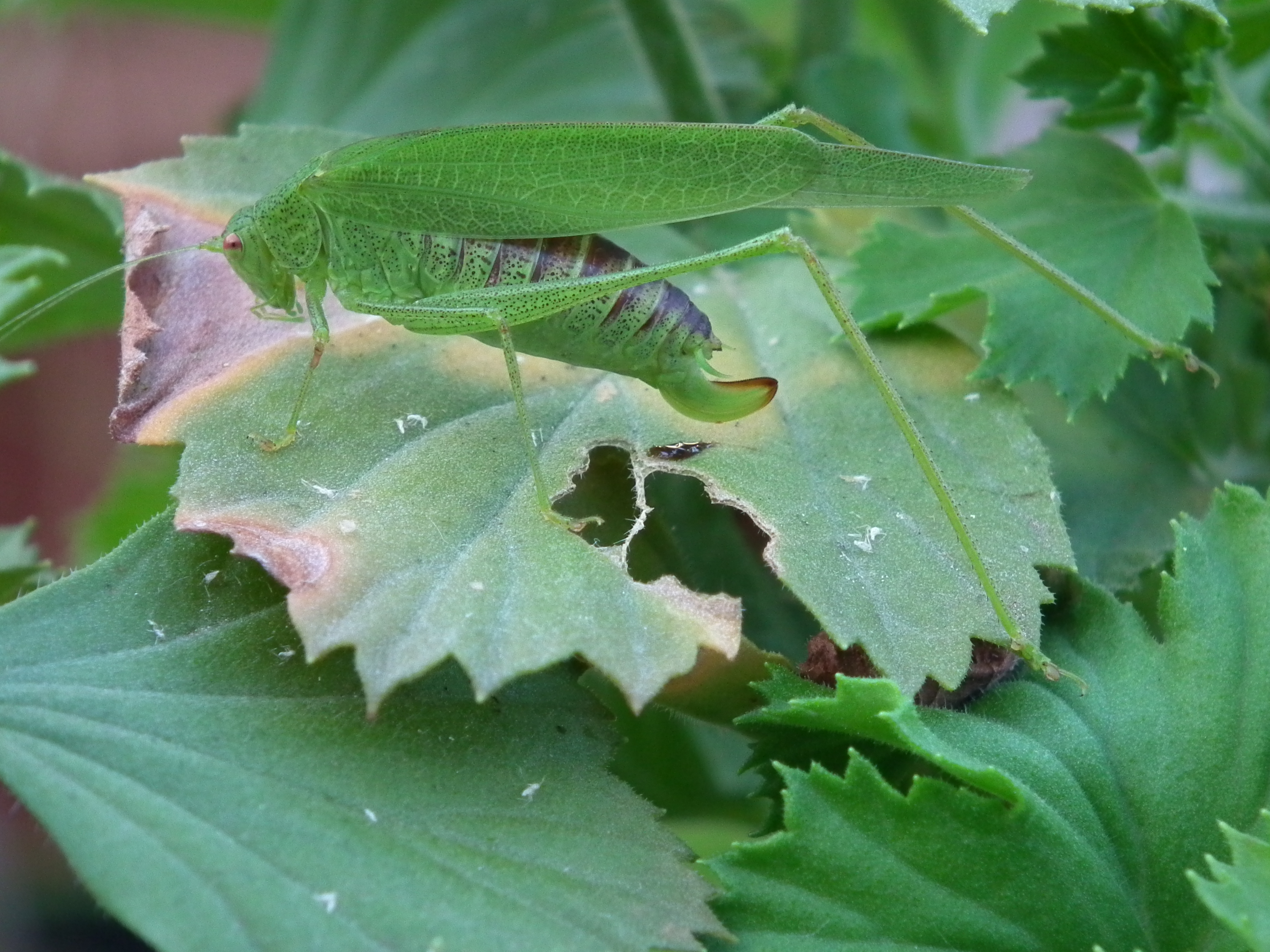
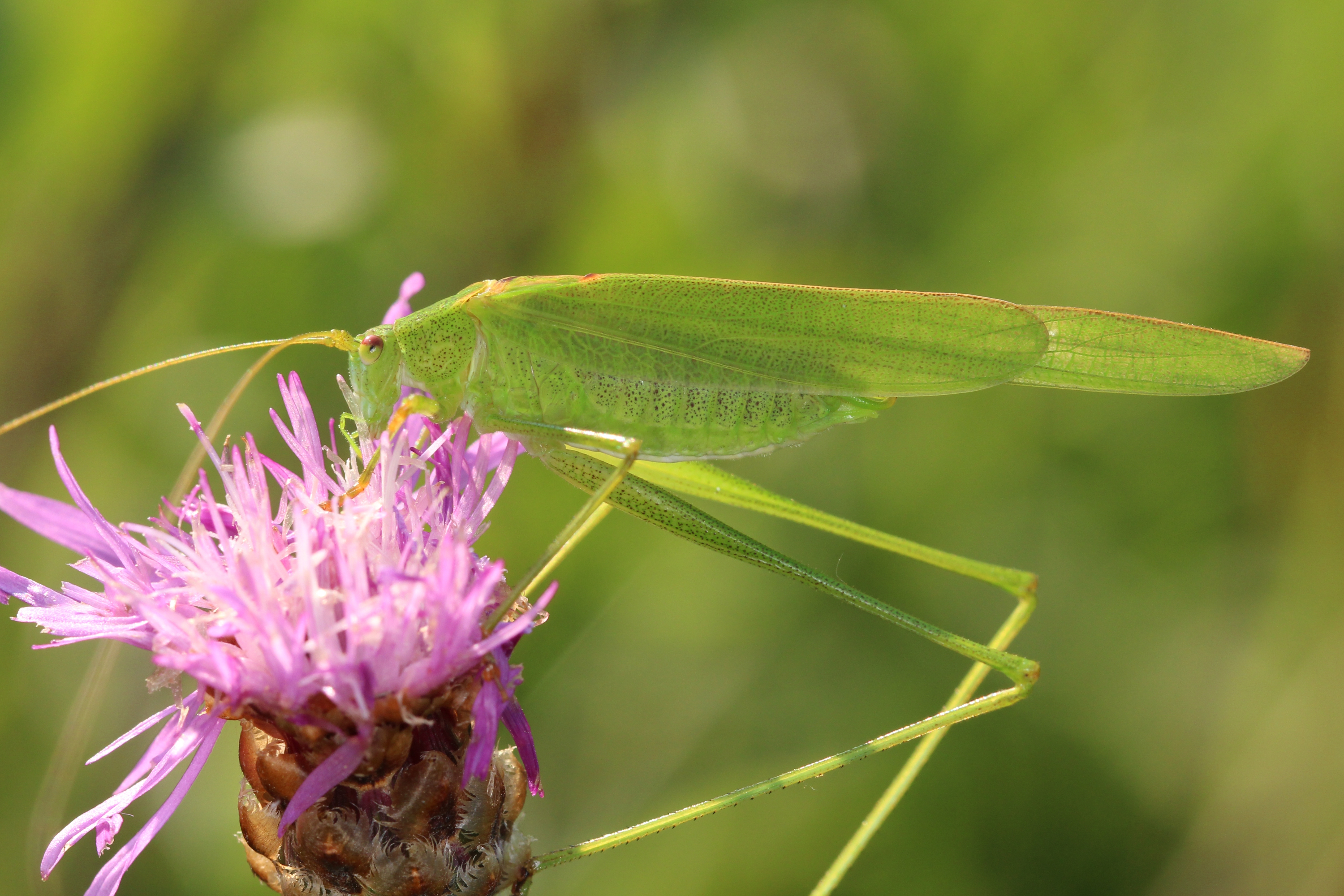
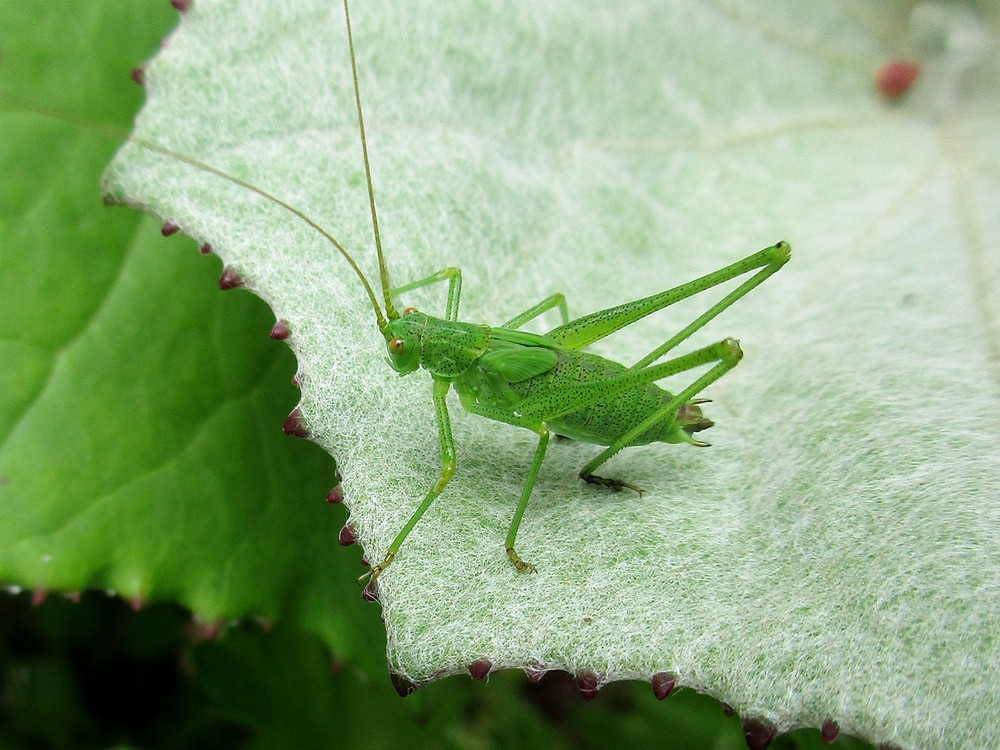

Magyarországon nem védett.